# چشم‌وگوش‌بسته (فیلم ۱۹۵۰)
چشم و گوش بسته (به انگلیسی: Born Yesterday) نام فیلم کمدی-درامی است که در سال ۱۹۵۰ به کارگردانی جرج کیوکر و بر پایهٔ نمایشنامه‌ای با همین نام اثر گارسون کنین ساخته شد.
جودی هالیدی موفق شد برای بازی در این فیلم جایزه اسکار بهترین بازیگر نقش اول زن را از آنِ خود کند.

## خلاصهٔ داستان
بیلی (اما) زن جوانِ تحصیل‌نکرده‌ای است که در واشینگتن به هری برمی‌خورد؛ مردِ میانسال و پول‌داری که قصد دارد یکی از اعضای کنگره آمریکا را بخرد. هری یک روزنامه‌نگار را استخدام می‌کند که به بیلی آموزش دهد. در این مسیر بیلی به عمق فساد هری پی می‌برد.